# Баймаки (Белогорский район)
Баймаки (укр. Баймаки) — село в Белогорском районе Хмельницкой области Украины.
Население по переписи 2001 года составляло 108 человек. Почтовый индекс — 30222. Телефонный код — 3841. Занимает площадь 0,058 км².

## Местный совет
30222, Хмельницкая обл., Белогорский р-н, с. Ставищаны, ул. Центральная, 77